# Banque centrale du Qatar
La banque centrale du Qatar (en arabe: مصرف قطر المركزي) est la banque centrale du Qatar dont les principales fonctions comprennent la gestion du riyal qatarien et le maintien d'une réserve nationale d'or et de devises étrangères. Elle a été créée sous sa forme actuelle en 1973.

## Histoire
La Banque centrale du Qatar, initialement connue jusqu'en 1993 sous le nom d'Agence monétaire du Qatar (avant cela sous le nom de Qatar Dubai Currency Board), a été fondée le 13 mai 1973, après que Dubaï a rejoint les Émirats arabes unis et s'est désengagée de la politique monétaire britannique que la région suivait auparavant. L'Agence monétaire du Qatar a assumé les fonctions de banque centrale. En 1973, le décret émirati n° 24 a autorisé l'émission du riyal qatari.

## Gouverneurs de la banque
Le conseil d'administration de la Banque centrale du Qatar est composé de cinq membres : le gouverneur et le président du conseil d'administration.
| Rang | Nom                                  | Mandat                     |
| ---- | ------------------------------------ | -------------------------- |
| 1er  | Majid Muhammad Majid al-Saad         | (1983 - janvier 1990)      |
| 2e   | Abdullah bin Khalid al-Attiyah       | (janvier 1990 - mai 2006)  |
| 3e   | Abdullah bin Saud al-Thani           | (Mai 2006 - novembre 2021) |
| 4e   | Bandar bin Mohamed bin Saud al-Thani | (novembre 2021 - )         |